# Gaëtan Dussausaye

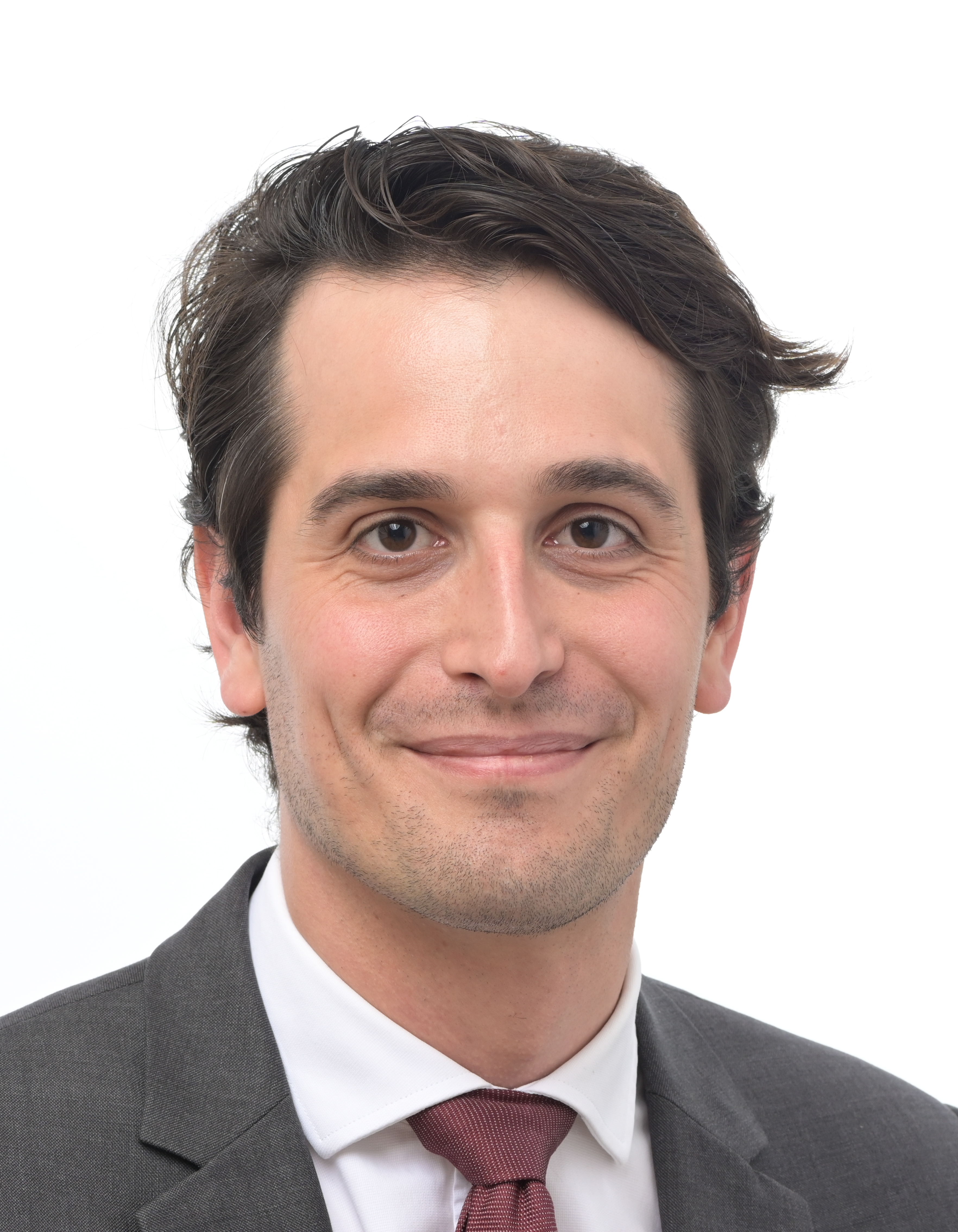
Gaëtan Dussausaye

Gaëtan Dussausaye (* 5. April 1994 in Brétigny-sur-Orge) ist ein französischer Politiker des Rassemblement National (RN), für welches er seit dem 8. Juli 2024 Abgeordneter der Französischen Nationalversammlung ist. Zudem war er vom 16. Juli 2024 bis zum 26. September desselben Jahres Mitglied des Europäischen Parlaments.

## Werdegang
Dussausaye studierte Philosophie. Später war er Finanzangestellter. Von 2014 bis 2018 war er Präsident der Jugendorganisation des Front National (FN). Für den FN trat er auch bei den Parlamentswahlen 2017 im Département Oise, 100 km von seinem Wohnort in Paris entfernt, an; blieb jedoch mit 45,3 % der Stimmen im zweiten Wahlgang erfolglos.
Seit dem 8. Juli 2024 ist Gaëtan Dussausaye Abgeordneter der Assemblée nationale für das Département Vosges. Er ist Mitglied der Commission des affaires sociales.
Vom 16. Juli bis 26. September 2024 war Gaëtan Dussausaye gewähltes Mitglied des Europäischen Parlaments für den RN. Als solches war er Mitglied des Ausschusses für Internationalen Handel und des Ausschusses für Wirtschaft und Währung. Ferner war er Mitglied der Delegation in der Parlamentarischen Versammlung der Union für den Mittelmeerraum und der Delegation in der Parlamentarischen Versammlung Euro-Nest. Stellvertretend war er zudem Mitglied des Ausschusses für Binnenmarkt und Verbraucherschutz, der Delegation im Parlamentarischen Assoziationsausschuss EU-Ukraine und der Delegation für die Beziehungen zu Südafrika. Am 26. September schied Gaëtan Dussausaye aus dem 10. Europäischen Parlament aus; Christophe Bay rückte für Dussausaye am 27. September nach.